# Todor Ikonomovo
Todor Ikonomovo (bulgariska: Тодор Икономово) är ett distrikt i Bulgarien.   Det ligger i kommunen Obsjtina Kaolinovo och regionen Sjumen, i den nordöstra delen av landet, 300 km öster om huvudstaden Sofia.
Trakten runt Todor Ikonomovo består till största delen av jordbruksmark. Runt Todor Ikonomovo är det ganska glesbefolkat, med 28 invånare per kvadratkilometer.